# Leucophora hessei
Leucophora hessei är en tvåvingeart som först beskrevs av Seguy 1923.  Leucophora hessei ingår i släktet Leucophora och familjen blomsterflugor.
Artens utbredningsområde är Frankrike. Inga underarter finns listade i Catalogue of Life.